# Joel Quintero
Joel Steven Quintero Nazareno (Guayaquil, 25 settembre 1998) è un calciatore ecuadoriano, difensore del Chacaritas.

## Caratteristiche tecniche
È un difensore centrale.

## Carriera

### Club
Ha giocato nella prima divisione ecuadoriana.

### Nazionale
Con la nazionale Under-20 ecuadoriana ha preso parte al campionato sudamericano del 2017 ed al Mondiale del 2017.